# The Day the Earth Blew Up: A Looney Tunes Movie
The Day the Earth Blew Up: A Looney Tunes Movie (El día que la Tierra explotó: Una película de Looney Tunes en Hispanoamérica y Looney Tunes: El día que la Tierra explotó o El día que la Tierra explotó: Una película de los Looney Tunes en España) es una película animada de comedia de ciencia ficción estadounidense de 2024 producida por Warner Bros. Animation y distribuida por Ketchup Entertainment. Dirigida por Pete Browngardt en su debut como director, es la primera película totalmente animada de la franquicia Looney Tunes en recibir un estreno en cines en todo el mundo. La película es una continuación de la serie Looney Tunes Cartoons desarrollada por Browngardt y cuenta con las voces de Eric Bauza, Candi Milo, Peter MacNicol, Fred Tatasciore y Laraine Newman. La historia se centra con Pato Lucas y Porky Pig mientras intentan salvar a la Tierra de una invasión alienígena.
Tras su anuncio en 2021, The Day the Earth Blew Up originalmente iba a estrenarse en HBO Max y en el bloque "ACME Night" de Cartoon Network. Sin embargo, la película se estrenó en el Festival Internacional de Cine de Animación de Annecy el 11 de junio de 2024 y tuvo un estreno limitado en los Estados Unidos el 13 de diciembre de 2024, antes de expandirse el 14 de marzo de 2025 por Ketchup Entertainment, lo que la convierte la primera película de Looney Tunes que no es distribuida por Warner Bros. Pictures a nivel nacional. Recibió críticas generalmente positvias de los críticos y la audiencia, sin embargo, a pesar de su éxito crítico, la película ha sido un fracaso de taquilla al recaudar 15,1 millones de dólares contra un presupuesto de 15 millones de dólares.

## Sinopsis
Debido a una serie de travesuras en la fábrica de chicle, Pato Lucas y Porky Pig descubren una conspiración alienígena secreta para tomar el control de la Tierra a través del control mental. El dúo debe trabajar juntos para detener a los alienígenas, mientras tratan de evitar volverse locos el uno al otro.

## Reparto de voces
- Eric Bauza como Pato Lucas y Porky Pig[7]
- Candi Milo como Petunia Pig y Anciana[7]
- Peter MacNicol como El Invasor[7]
- Fred Tatasciore como Granjero Jim y Científico[8]
- Laraine Newman como Srta. Gretghet "La Propietaria"[8]
- Wayne Knight como Alcalde[8]
- Carlos Alazraqui como Presentador de noticias y Gary
- Ruth Clampett como Mesera Maude
- Kimberly Brooks como Cliente en la cafetería
- Nick Simotas como Científico #2 y Hombre en la audiencia
- Peter Browngardt como Niño Bravucón y Roofer Joe
- Rachel Butera como Niño
- Andrew Kishino como Gerente de piso

## Estrenos
| Países          | Estrenos                        |
| --------------- | ------------------------------- |
| Suiza           | Jueves 1 de agosto de 2024      |
| Alemania        | Jueves 1 de agosto de 2024      |
| Israel          | Jueves 17 de octubre de 2024    |
| Grecia          | Jueves 31 de octubre de 2024    |
| Taiwán          | Viernes 1 de noviembre de 2024  |
| Italia          | Jueves 7 de noviembre de 2024   |
| República Checa | Jueves 14 de noviembre de 2024  |
| Eslovaquia      | Jueves 14 de noviembre de 2024  |
| Bulgaria        | Viernes 15 de noviembre de 2024 |
| Turquía         | Viernes 24 de enero de 2025     |
| Sudáfrica       | Viernes 24 de enero de 2025     |
| Polonia         | Viernes 31 de enero de 2025     |
| Francia         | Miércoles 12 de febrero de 2025 |
| Ucrania         | Jueves 27 de febrero de 2025    |
| India           | Viernes 28 de febrero de 2025   |
| Estados Unidos  | Viernes 14 de marzo de 2025     |
| Australia       | Jueves 27 de marzo de 2025      |
| Nueva Zelanda   | Jueves 27 de marzo de 2025      |
| Portugal        | Jueves 17 de abril de 2025      |
| México          | Jueves 17 de abril de 2025      |
| Venezuela       | Jueves 17 de abril de 2025      |
| España          | Viernes 7 de marzo de 2025      |
| Singapur        | Jueves 5 de junio de 2025"      |

## Producción
En septiembre de 2021, se informó de que una película basada en la serie Looney Tunes Cartoons estaba en desarrollo en Warner Bros. Animation, centrada con Pato Lucas y Porky Pig.Kevin Costello, que anteriormente escribió Tom & Jerry de Warner Animation Group, lanzado a principios de ese año, fue anunciado como escritor, con Pete Browngardt regresando de Looney Tunes Cartoons como productor ejecutivo y director.Eric Bauza repitió su papel de voz como Lucas y también le dio voz a Porky, reemplazando a Bob Bergen.Candi Milo reemplazó a Lara Jill Miller como Petunia Pig.Otros miembros del elenco son Peter MacNicol, Fred Tatasciore, Laraine Newman y Wayne Knight.

## Estreno
The Day the Earth Blew Up originalmente se iba a estrenar en HBO Max y el bloque "ACME Night" en Cartoon Network. Sin embargo, en agosto de 2022, se informó que debido a una reestructuración en Warner Bros. Discovery, la película ya no se lanzaría en HBO Max ni Cartoon Network y que, en su lugar, se ofrecería a otros servicios de transmisión. En junio de 2023, la película pasó a llamarse Looney Tunes: Bubble Brains. En octubre de 2023, se anunció que la película se estrenaría en los cines en 2024, con el título volviendo al original; GFM Animation lanzó las ventas y presentó imágenes de primer vistazo en el American Film Market, que se realizó del 31 de octubre al 5 de noviembre de 2023.
El estreno mundial de la película tuvo lugar en el marco del Festival Internacional de Cine de Animación de Annecy el 11 de junio de 2024. Se estrenó por primera vez en cines en Alemania y Suiza el 1 de agosto de 2024 por Warner Bros. Pictures y Praesens-Film. Ese mismo mes, se anunció que Ketchup Entertainment adquirió los derechos de distribución cinematográfica en Norteamérica. La película se proyectó en el Animation Is Film Festival en Los Ángeles el 19 de octubre de 2024. Dos días antes de la proyección en Los Ángeles, Ketchup programó el estreno de la película en cines de Estados Unidos el 28 de febrero de 2025. El 5 de febrero de 2025, se reveló que la película se retrasó hasta el 14 de marzo de 2025. Para poder ser elegible para un Premio de la Academia a la Mejor Película de Animación para los premios de 2024, la película se proyectó anticipadamente en Los Ángeles durante 7 días a partir del 13 de diciembre de ese año.

### Marketing
La película fue promovida durante Warner Bros. Discovery en la Comic-Con de San Diego de 2022, donde se dio a conocer el título de la película.Un primer clip de la película animada se estrenó el 22 de septiembre de 2022. Se mostró durante Warner Bros. Animation en el Festival Internacional de Animación de Ottawa.

## Recepción
The Day the Earth Blew Up: A Looney Tunes Movie recibió reseñas generalmente positivas de parte de la crítica y de la audiencia. En el sitio web agregador de reseñas Rotten Tomatoes, la película posee una aprobación de 86%, basada en 80 reseñas, con una calificación de 7.2/10, mientras que de parte de la audiencia tiene una aprobación de 88%, basada en más de 500 votos, con una calificación de 3.2/5.
El sitio web Metacritic le dio a la película una puntuación de 69 de 100, basada en 15 reseñas, indicando "reseñas generalmente favorables". Las audiencias encuestadas por CinemaScore le otorgaron a la película una "B+" en una escala de A+ a F, mientras que en el sitio IMDb los usuarios le asignaron una calificación de 6.9/10, sobre la base de más de 1800 votos. En la página web FilmAffinity la cinta tiene una calificación de 6.1/10, basada en 159 votos.
Tras su estreno en Annecy, The Day the Earth Blew Up: A Looney Tunes Movie recibió reacciones abrumadoramente positivas de los asistentes.Peter Debruge de Variety elogió la película por su comedia y su núcleo emocional, y sintió que todo el proyecto estaba «elaborado con amor y un respeto genuino por la franquicia».Rafael Motomayor de IGN otorgó a la película una calificación de 9 de 10 estrellas. Elogió su comedia, su núcleo emocional, su animación y las actuaciones de voz de Bauza, y se refirió a ella como «una de las películas más divertidas del año».